# Bitva o Narvu (1918)
Bitva o Narvu (estonsky: Narva lahing) byla první bitvou estonské osvobozenecké války. Odehrála se 28. listopadu 1918 v Narvě. Stáli zde proti sobě ruští bolševici s podporou 2. Viljandského pluku estonských komunistů proti Estonské armádě a domobraně (Kaitseliit) s podporou německého císařského námořnictva. I přes první úspěchy (viz bitva o Joalu) byli Estonci poraženi a byli nuceni přejít do defenzivy a stáhnout se k Tallinnu.

## Předehra

### Politické pozadí
V listopadu roku 1918 skončila první světová válka a německé okupační jednotky se začaly stahovat z Estonska. Toho se pokoušeli využít sovětští bolševici, kteří svůj budoucí komunistický stát chtěli obnovit v hranicích bývalého ruského impéria.
O to, aby se i Estonci do tohoto svazku zapojili, ať už dobrovolně, či násilím, se měla postarat Rudá armáda rychlým útokem přes Narvu do Tallinnu.

### První střet v Joale
Než 7. bolševická armáda a 6. střelecká divize pod velením generála E. A. Iskrického překročila řeku Narvu, byli do boje vysláni estonští komunisté, aby obsadili předměstí Narvy, Joalu. Nepodařilo se jim to a estonský komunistický velitel Jaan Sihver zde padl spolu s 94 příslušníky 2. Viljandského pluku.

## Bitva
I přes Sihverův neúspěch byla Narva dobyta, a to výsadkem rudého námořnictva kombinovaným s útokem hlavních bolševických sil ze severu i z jihu. Sihverovi se však nepodařilo odříznout cestu k ústupu, a tak se Estoncům podařilo uniknout.

### Vylodění Rudého námořnictva, ústup z Narvy
Po neúspěšném útoku estonských komunistů v Joale zamýšleli bolševici rozdrtit místní obranu námořním výsadkem za její linie. Ještě toho dne se 500 příslušníků bolševiky kontrolovaného námořnictva vylodilo v Hungerburgu (dnes Narva-Jõesuu) z křižníku Oleg a torpédoborců Metkij a Avtroil (později zajat Estonci a přejmenován na Lenuuk). Bez odporu postupovali až k vesnicím Riigi a Peeterristi, kde vyhodili jeden ze zdejších železničních mostů do povětří.

## Konec
Němci z Narvy ustoupili, dokud to bylo možné, aby unikli obklíčení, a estonský 4. pluk, v domnění že bez německé palebné podpory není obrana možná, také ustoupil směrem na západ.